# Auðumbla

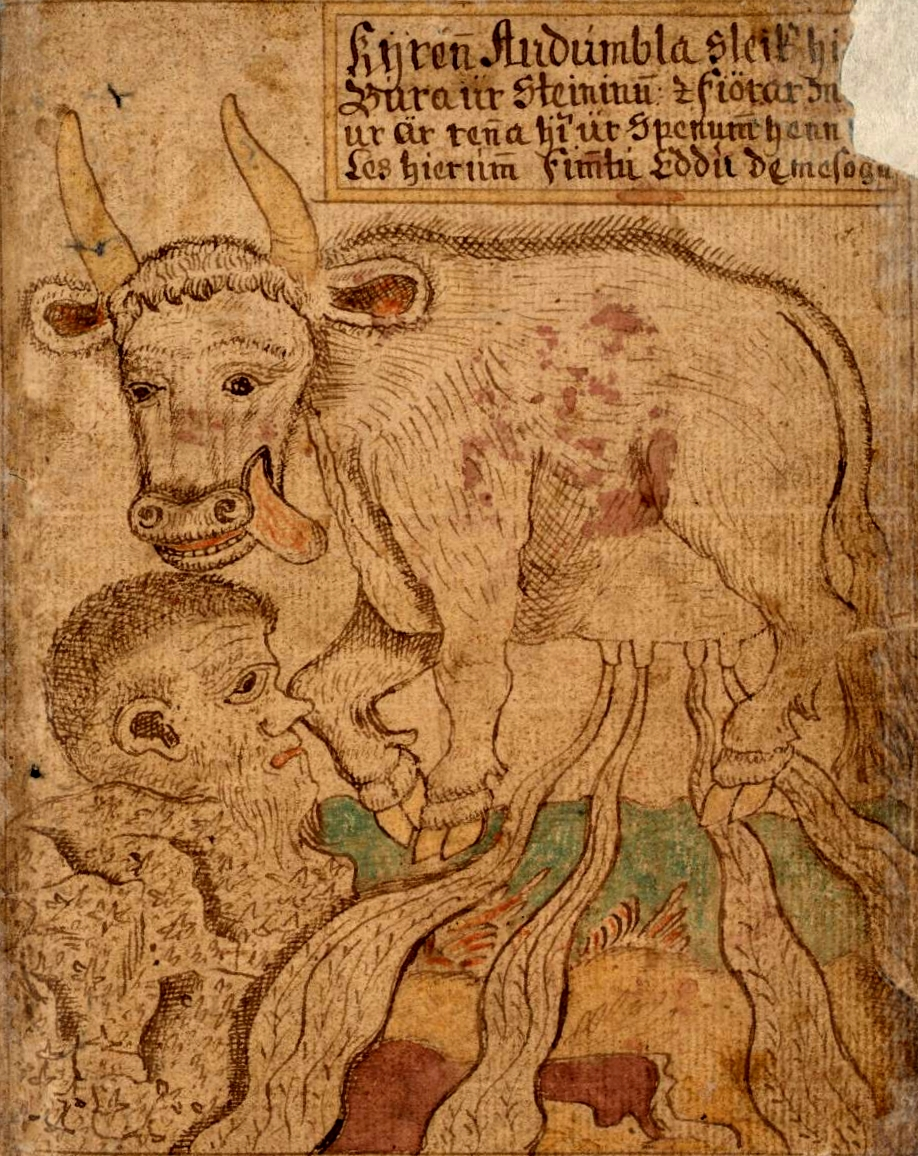

En la mitología nórdica Auðumbla (también Auðhumla, Auðhumbla) es la vaca primigenia, también conocida como La Gran Vaca Cósmica. A diferencia de otros nombres escandinavos, el nombre Auðumbla aún no ha sido descifrado y las fuentes disponibles tampoco proporcionan datos acerca de su origen.
En Gylfaginning, Edda prosaica se relata que Auðumbla fue creada en el inicio del tiempo a partir del hielo derretido del Niflheim en el Ginnungagap, de la misma manera que Ymir. Se alimentaba del hielo salado del Niflheim, lamiendo pedazos de sal y escarcha, mientras el hielo se derretía al contacto con el aire caliente del Muspelheim.

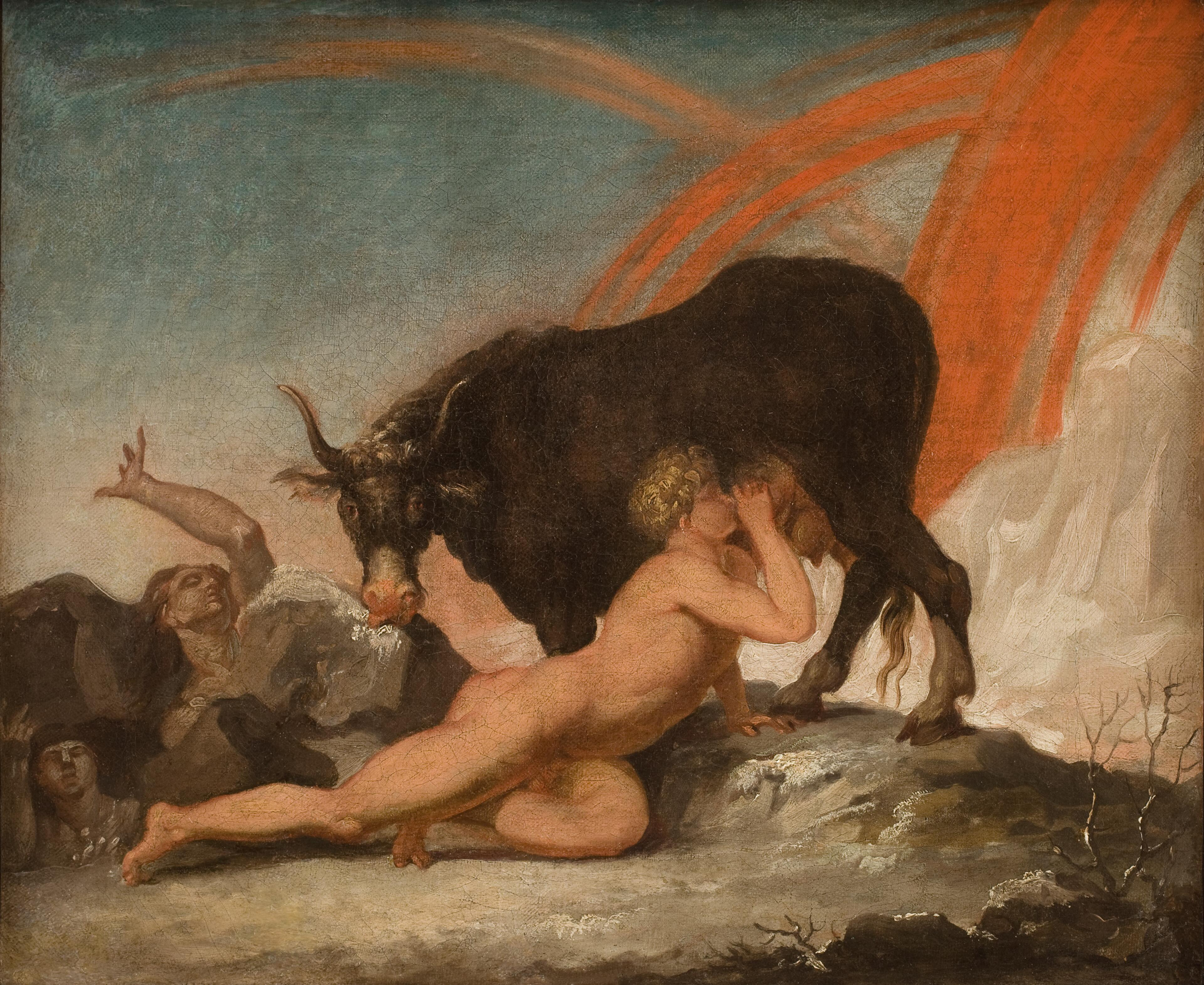
Pintura de Nikolai Abraham Abildgaard.

Según la leyenda, el gigante de hielo Ymir fue amamantado por Auðumbla.
Al lamer el hielo, Auðumbla reveló, bajo su superficie, la forma de un hombre, al que finalmente liberó. Este fue el dios Buri, que después engendró a Bor, padre de Odín, y a sus hermanos Vili y Ve.
Auðumbla no es mencionada nuevamente en las Eddas y aparte de una mención en Nafnaþulur, no aparece en ninguna otra fuente conocida.